# Рея (Бердичівський район)
Ре́я (також у документах — Рей)— село в Україні, у Бердичівському районі Житомирської області. Населення становить 873 осіб.

## Географія
Селом протікає річка Безіменна, ліва притока Коденки.

## Історія
Поміж Реєю і селом Гвіздава археологи зафіксували залишки поселення черняхівської культури.
Саме село відоме з XVIII століття. У часи Російської імперії село належало до Солотвинської волості Житомирського повіту Волинської губернії.
Певний час поміщиком у селі був батько відомого українського мовознавця, історика культури й літературознавця Дмитра Овсянико-Куликовського. Ось що він писав про село: «Мой отец, под бременем долгов (свыше миллиона), ещё в 1879 году продал Каховку и купил маленькое именьице Рею в Волынской губернии, в пятнадцати верстах от Бердичева».(Дмитрий Николаевич Овсянико-Куликовский-«Литературно-критические работы», стр.422,том 2,Москва «Художественная литература» 1989 год, Тираж 20000).
У 1888 р. село було власністю Чухровських (Chuchrowskich)
На мапі Шуберта, надрукованої згідно з регонсцировками 1867 и 1875р.р. неподалік Реї знаходився невеличкий хутір та поштова станція з такою ж назвою.
У 1906 році село Солотвинської волості Житомирського повіту Волинської губернії. Відстань від повітового міста 30 верст, від волості 6. Дворів 74, мешканців 534.
Рея належала до римо-католицької парафії св. Казимира у м. Троянів.
Радянську владу встановлено в січні 1918 року.
Під час Бердичівської операції корпусу Січових Стрільців навесні 1919 р., Є.Коновалець писав А.Мельнику: «як довго частини Північної групи не займуть Реї, а їх броневі потяги не посунуться до Ришковець, так довго наш наступ не буде мати ніякого успіху».
1924 року з ініціативи партосередку і КНС організовано ТСОЗ.
У 1926 році у справочнику «Вся Україна» зазначений радгосп у с. Рея.
В роки Великої Вітчизняної війни проти німецько-фашистських загарбників бився 401 житель Реї, з них 76 — віддали своє життя за Батьківщину. За мужність і відвагу, виявлені в боях, 325 уродженців села відзначено урядовими нагородами.

На честь загиблих воїнів-односельців і воїнів, які полягли смертю хоробрих під час визволення Реї від гітлерівців, у 1967 році встановлено пам’ятник.

Пам'ятник воїнам, загиблим під час Другої світової війни

## Населення
Згідно з переписом УРСР 1989 року чисельність наявного населення села становила 1174 особи, з яких 560 чоловіків та 614 жінок.
За переписом населення України 2001 року в селі мешкало 1058 осіб.

### Мова
Розподіл населення за рідною мовою за даними перепису 2001 року:
| Мова       | Відсоток |
| ---------- | -------- |
| українська | 98,15 %  |
| російська  | 1,85 %   |

## Відомі люди
- Великий Михайло Володимирович (1913-1975) — директор радгоспу, Герой Соціалістичної Праці.
- Гуменюк Михайло Прокопович (1918—1988) — український бібліограф, книгознавець, літературознавець та літературний критик.